# Johnny English Strikes Again
Johnny English Strikes Again is een Brits-Franse film uit 2018, geregisseerd door David Kerr. De film is het vervolg op Johnny English Reborn uit 2011 en het derde deel in de Johnny English-filmreeks.

## Verhaal
Johnny English heeft het spionnenleven vaarwel gezegd en gaat nu als leerkracht door het leven. Wanneer een crimineel genie de identiteiten van alle actieve Britse spionnen weet te stelen, ziet MI7 maar één mogelijkheid: zijn voormalige spion terughalen om te voorkomen dat de gestolen data kunnen worden verspreid. 

## Rolverdeling
| Acteur           | Personage          |
| ---------------- | ------------------ |
| Rowan Atkinson   | Johnny English     |
| Ben Miller       | Angus Bough        |
| Olga Kurylenko   | Ophelia            |
| Emma Thompson    | minister-president |
| Adam James       | Pegasus            |
| Miranda Hennessy | Tara               |
| Jake Lacy        | Jason              |

## Achtergrond
Eind mei 2017 werd aangekondigd dat er werd gewerkt aan een derde Johnny English-film en dat hoofdrolspeler Rowan Atkinson ook de hoofdrol in de derde film zou spelen.
De opnames gingen op 3 augustus 2017 van start. Vanaf eind september 2017 trok de productie naar Frankrijk, waar er werd gefilmd in het departement Var.
Op 4 april 2018 werd de titel van de film vrijgegeven. Een dag later verscheen de eerste trailer van de film.